# 穆伊斯卡人
穆伊斯卡人（西班牙語：Muiscas）又称奇布查人（chibchas），是哥伦比亚的原住民族，传统上居住在昆迪博亚卡高原地区。穆伊斯卡人的语言属于奇布查语系，称为奇布查语。
穆伊斯卡人创造了著名的穆伊斯卡文明，曾建立穆伊斯卡联盟。穆伊斯卡文明是现代哥伦比亚国家认同的重要元素。

## 历史
穆伊斯卡人在西班牙人殖民之前创造了繁荣的穆伊斯卡文明。穆伊斯卡文明被视为美洲可与阿兹特克、玛雅和印加文明齐名的发达文明，于1537年被西班牙人征服，纳入新格拉纳达总督辖区。历史上的穆伊斯卡人由三个王朝统治：位于温萨（今通哈）的萨克（zaque），位于巴卡塔（今波哥大）的西帕（zipa），以及位于索加莫索的伊拉卡（iraca）。萨克的统治地区大致涵盖了今日的博亚卡省南部和东北部、桑坦德省的南部；西帕的统治地区包含昆迪纳马卡省的大部以及洛斯亚诺斯西部；伊拉卡的统治范围包含了博亚卡省的东北部和桑坦德省的西南部。三个王朝组成的政治联合体又被称为“穆伊斯卡联盟”。
在西班牙人到来之时，穆伊斯卡人居住的高原地区已有大量人口，但具体数字不明，可能在50万到300万不等。穆伊斯卡文明的经济以农业、石盐矿业、商业、金属加工业和制造业为基础。由于昆迪博亚卡高原有着丰富的石盐矿藏（主要在锡帕基拉、内莫孔和陶萨），穆伊斯卡人又被称为“盐之民族”。
西班牙人对穆伊斯卡人发动的征服战争是西班牙众多原住民征服战争中规模最大、代价最高的，有80%的兵力从西班牙出发，经过一年劳顿仍未能赶赴战场，西班牙人自1537年起，至1540年基本征服了穆伊斯卡人。
西班牙人征服穆伊斯卡人后，穆伊斯卡人口急剧下降，根据哥伦比亚于2005年的普查，仅余下14,051人。在科塔、奇亚、滕霍、苏瓦、恩加蒂瓦、托坎西帕、加錢西帕和烏瓦特等地仍有不少有穆伊斯卡人的后裔。

## 文化

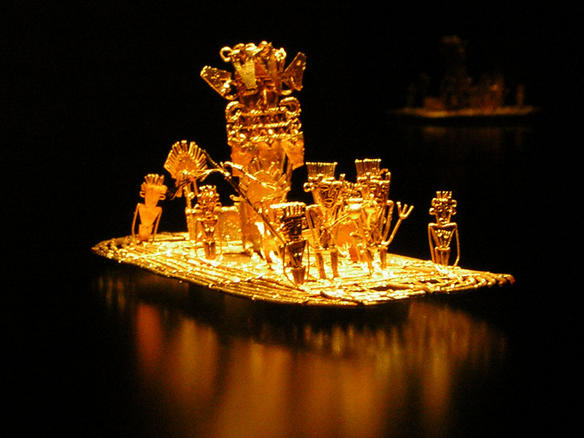
穆伊斯卡筏，穆伊斯卡人的著名工艺品，展现了瓜塔維塔湖上西帕登基的仪式场面

穆伊斯卡人是安第斯山区的农业与制陶文明。他们的政治和行政组织紧密，形成了统一的文化。
穆伊斯卡人的文化成为现代哥伦比亚国家认同的重要元素。昆迪博亚卡高原地区许多城市的市徽上都有穆伊斯卡文化的元素，比如昆迪納馬卡省的索波和瓜塔維塔。

### 艺术
穆伊斯卡人的艺术品是穆伊斯卡文化最著名的遗产，其中以金制艺术品为代表。如穆伊斯卡筏，展现了瓜塔維塔湖上西帕登基的仪式场面。

### 宗教
穆伊斯卡人信仰多神，穆伊斯卡的宗教神话和昆迪博亚卡高原的自然环境关系密切。
历史上的穆伊斯卡祭司自幼受良好教育，主持宗教仪式，是社会中的智者。只有祭司能进入神庙。穆伊斯卡人一度流行人祭，但在西班牙人到来后可能早已抛弃此习俗，因为西班牙人并未记载穆伊斯卡人的人祭活动。口头传说指，每个穆伊斯卡家庭都会将一位子女作为祭品献给太阳神苏埃，这位孩童将在15岁正式献祭。
社会中地位较高者死后会被制成木乃伊，木乃伊并不入土，而是展示在神庙之中，或是洞穴等自然地点，甚至是在战争中由士兵携带。

#### 神祇
- 苏埃（英语：Sué）：太阳神，被穆伊斯卡人奉为共同的父亲，尤其是萨克王朝的子民。索加莫索有一座祭祀他的太阳神庙（英语：Sun Temple (Sogamoso)）。
- 奇亚（英语：Chía (goddess)）：月亮女神，昆迪纳马卡省的奇亚有祭祀她的月亮神庙。西帕王朝自视为奇亚女神的后代。
- 博奇卡：传说中的英雄，可能不是神祇，但也被穆伊斯卡人当作神祇一般崇拜。穆伊斯卡人的农田被刻薄的美艳女神维塔卡（英语：Huitaca (goddess)）和另一位神祇奇布查库姆（英语：Chibchacum）以洪水毁坏，博奇卡打碎特昆达马山崖的巨石，创造瀑布，解救了饱受洪灾侵袭的农民。博奇卡还惩罚了维塔卡和奇布查库姆，他将维塔卡变为一只猫头鹰，命她看守天空；奇布查库姆被命令守护大地。
- 巴楚埃（英语：Bachué）：被穆伊斯卡人视为共同的母亲。传说是伊瓜克湖中浮现的美女。巴楚埃教会穆伊斯卡人狩猎、种田、守法及崇拜诸神，因而又被穆伊斯卡人称为女善人（Furachoque）。在某些传说中，巴楚埃和奇亚是同一人物。

#### 天文学
穆伊斯卡人通过天文观测，创立了二十进制的阴阳历。穆伊斯卡人知道夏至的时刻，将之视为太阳神苏埃的节日。在夏至点，萨克王会前往太阳城苏阿莫斯（今索加莫索），举行规模宏大的宗教典礼。穆伊斯卡人会按照历法进行播种、收获、庆祝节日。庆典期间，他们会奏响音乐，饮奇恰酒。

### 体育
穆伊斯卡人将体育运动视为宗教仪式的一部分。现代哥伦比亚流行的投掷运动特霍来源于穆伊斯卡人的图尔梅克（turmequé）运动。穆伊斯卡人还喜好摔跤，摔跤比赛的胜者将会得到一张由酋长授予的精美棉毯，并被誉为格查勇士。

### 建筑

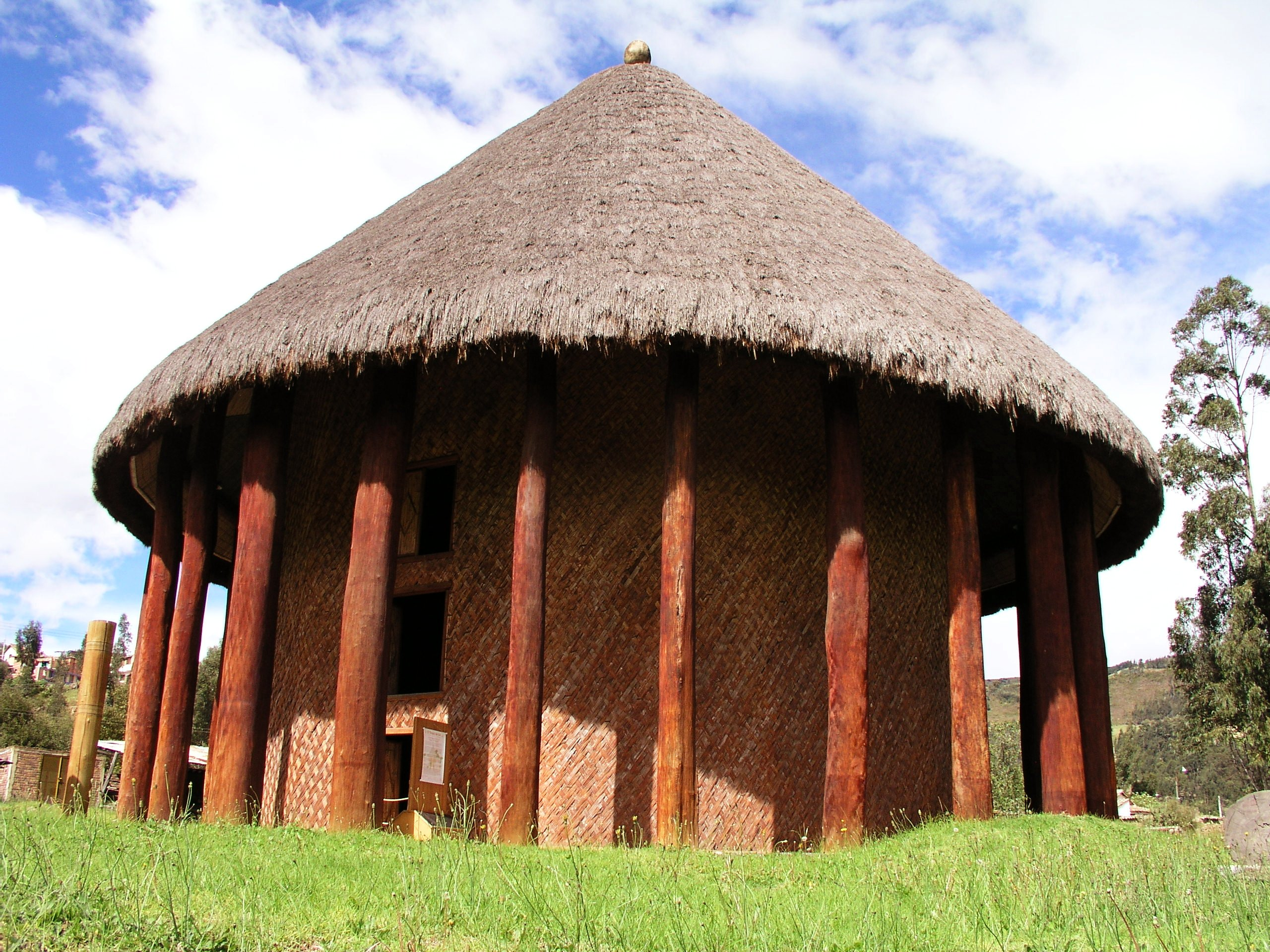
苏加穆西太阳神庙，为典型的穆伊斯卡圆形建筑

穆伊斯卡人不建造大型石制建筑物，而是一般以泥土、甘蔗和木材建造房屋，形状一般是圆锥形，门窗小巧。穆伊斯卡人一般席地而睡，因此房屋中并未有太多家具。

### 书目
- Fernández-Alonso, José Luis; Groenendijk, Jeroen P.  (PDF). Rev. Acad. Colomb. Cie. 2004, 28: 177–186  [2020-04-04]. ISSN 0370-3908. （原始内容存档 (PDF)于2017-08-16）.
- Olivares, Tania S.; Burckhardt, Daniel.  (PDF). Revue Suisse de Zoologie (Geneva, Switzerland: Société Suisse de Zoologie). 1997, 104: 231–344  [2020-04-04]. ISSN 0035-418X. doi:10.5962/bhl.part.79999. （原始内容 (PDF)存档于2016-05-05）.
- Pérez, Sandra; Wolff, Marta; De Carvalho, Claudio J.B.  (PDF). Zootaxa. 19 November 2012, 3554: 45–57  [2020-04-04]. ISSN 1175-5334. doi:10.11646/zootaxa.3554.1.3. （原始内容存档 (PDF)于2019-07-24）.